# Terror of the Deep
Terror of the Deep è un videogioco di simulazione pubblicato nel 1987 per Amstrad CPC, Commodore 64 e ZX Spectrum dalla Mirrorsoft. È ambientato nelle acque di Loch Ness, dove un fantasioso veicolo sottomarino ottocentesco deve affrontare delle creature aliene. Dalla critica ottenne giudizi molto variabili e spesso fu paragonato come stile a The Eidolon.

## Trama
Siamo alla fine del XIX secolo. Degli oggetti meteoritici sono precipitati nel Loch Ness e da allora strane e pericolose creature sono state viste uscire dal lago di notte.
Un eccentrico e anziano ingegnere del luogo ha realizzato uno straordinario veicolo sottomarino, una sorta di batiscafo elettrico in grado di esplorare il lago. L'ingegnere ha incaricato il protagonista di pilotare il veicolo per affrontare le creature, ma è morto prima di poter dare istruzioni complete. Dai suoi appunti sembra che la chiave per sconfiggere le creature sia la distruzione di misteriosi cristalli sommersi. Sembra inoltre che avesse individuato il mostro di Loch Ness, anch'esso minacciato dalle creature.

## Modalità di gioco
Si inizia la partita con il selezionare, su una mappa del lago, il punto in cui immergere il batiscafo dalla nave di appoggio. Si passa quindi alla schermata di pilotaggio del batiscafo, costituita da una vista in prima persona da un grande oblò con sotto una plancia di comando. L'esterno, sebbene illuminato dalle lampade del batiscafo, è dominato dall'oscurità, con alcune particelle fluttuanti visibili che creano l'effetto del movimento. La plancia comprende numerosi controlli, accessibili spostando un cursore rappresentato dalla mano del pilota; con i comandi destra-sinistra si sposta la mano e con su-giù si attivano gli strumenti. Un tasto permette di passare dal controllo della mano al controllo diretto del puntamento del veicolo.
Il batiscafo può virare, cambiare velocità di marcia avanti o indietro e cambiare profondità. La visuale esterna si può ruotare nelle quattro direzioni cardinali rispetto dalla direzione di marcia. Si può inoltre inclinare la prua su e giù per il puntamento delle armi da lancio. Si dispone di tre armi: arpioni sparabili in avanti, un campo elettrico difensivo che protegge tutto lo scafo, e due bombe che vanno rilasciate e detonate da lontano.
Gran parte delle azioni del batiscafo, incluso tenere accese le lampade per la visibilità esterna, consumano energia elettrica, disponibile in quantità limitata. L'energia è ricaricabile dal giocatore azionando una manovella, che viene fatta ruotare mandando ripetutamente i controlli su e giù. Il generatore a sua volta consuma un biocarburante, anch'esso limitato. Inoltre è limitato l'ossigeno, che si può sempre ricaricare azionando su e giù una pompa a soffietto. 
Per ricaricare la riserva di arpioni oppure il carburante è necessario fare una segnalazione alla nave di appoggio (uno o due colpi di clacson), che getta sul fondale un contenitore, da raccogliere poi azionando un magnete. Se si fa riemergere del tutto il batiscafo si ricaricano le bombe e si torna alla mappa, per recarsi con la nave in altre zone del lago in cui immergersi.
Si possono incontrare varie creature aliene nemiche; alcune assalgono il batiscafo e possono distruggerlo dopo un certo numero di attacchi, altre si aggrappano allo scafo e possono distruggerlo dopo un certo tempo, tra cui spore che arrivano quando il batiscafo sta fermo. Le creature aggrappate allo scafo si possono vedere ruotando la visuale sui quattro lati ed eliminare con scariche del campo elettrico difensivo. Si incontrano inoltre vari pesci innocui; questi tendono a nuotare in direzione opposta ai cristalli alieni, pertanto aiutano a trovarli per poterli distruggere con le bombe. Alla fine allo stesso modo si potrà trovare anche il mostro di Loch Ness (al quale non si deve fare del male) e con esso il meteorite principale da distruggere per completare il gioco.
L'inizio e il risultato dell'avventura vengono descritti dall'immagine di un giornale scozzese.